# تي تبدة تشل (سر أسياب يوسفي)
تي تبدة تشل (بالفارسية: تی تپده چل) هي قرية تقع في إيران في Sar Asiab-e Yusefi Rural District.